# William McMahon
Sir William McMahon (Sydney, 23 febbraio 1908 – Sydney, 31 marzo 1988) è stato un politico australiano e ventesimo premier.
Figlio di un avvocato ha frequentato la Sydney Grammar School e l'Università di Sydney, dove si è laureato in Legge. McMahon ha svolto il suo tirocinio presso la Allen, Allen and Hemsley, uno dei più antichi e prestigiosi studi legali australiani. Nel 1940 McMahon si arruola nell'esercito ma a causa di un deficit uditivo ha svolto semplici mansioni lavorative. Terminato il secondo conflitto mondiale egli si è recato in Europa e ha completato la sua preparazione economica.

## La carriera politica
Nel 1949 McMahon viene eletto al parlamento federale nelle file del Partito Liberale d'Australia, capace e ambizioso nel 1951 ha ricevuto dal premier Robert Menzies l'incarico di ministro della Marina. Per i successivi 21 anni McMahon ha mantenuto lo status di ministro guidando vari dicasteri e nel 1966, quando il nuovo premier Harold Holt ha formato il suo governo, è stato nominato ministro del Tesoro e vice leader del partito liberale al posto dello stesso Holt. McMahon, anche a causa della sua forte ambizione, rimaneva impopolare tra i suoi colleghi. Certamente le voci di una sua omosessualità, mai smentite o confermate, non resero più semplice la sua carriera politica. Nel 1965, all'età di 57 anni, McMahon si sposa con Sonia Rachel Hopkins (nata nel 1932), con la quale ha avuto tre figli: Melinda, Julian (attore e modello) e Debra. 

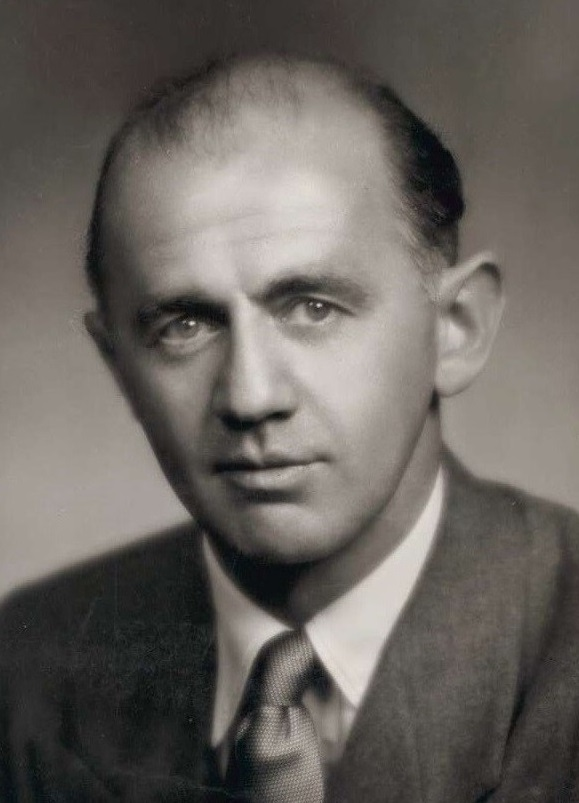
Sir William McMahon

Quando nel 1967 Holt scompare misteriosamente, McMahon, quale numero due del partito di maggioranza, viene indicato come suo successore naturale, ma John McEwen, premier provvisorio e leader degli alleati del partito agrario, in quell'occasione ha reso noto che non avrebbe mai fatto parte di una compagine ministeriale guidata da McMahon. Le voci sulla presunta omosessualità di McMahon e la visione antiprotezionistica di quest'ultimo sono i motivi principali dell'aut aut del leader agrario.
Per evitare una crisi politica che sarebbe sfociata in elezioni anticipate dall'esito incerto McMahon ritira la sua candidatura a premier e John Gorton diviene il nuovo capo del partito liberale e nuovo premier australiano. Nel governo Gorton McMahon guida il dicastero degli Esteri, in attesa di una nuova chance. La sua occasione si presenta dopo le dimissioni da capo del partito agrario presentate da McEwen nel gennaio del 1971. Nel mese di marzo il Ministro della Difesa, Malcolm Fraser, si dimette criticando la politica del premier in carica. Quando viene respinta la mozione di fiducia presentata da Gorton, McMahon all'età 63 anni viene eletto leader del partito liberale.
McMahon si insedia come premier in una situazione difficile. La guerra del Vietnam e la leva obbligatoria sono divenuti impopolari; inoltre la promessa del leader laburista Gough Whitlam, di creare un sistema mutualistico universale incontra il favore dell'opinione pubblica. Per uscire dall'angolo McMahon critica aspramente l'ipotesi, formulata dal capo dell'opposizione laburista, di un riconoscimento della Cina Comunista. Dopo che il Presidente degli Stati Uniti Nixon annuncia nel 1972 una sua visita ufficiale a Pechino queste critiche colpiranno come un boomerang il premier australiano. La sua reputazione di efficiente economista viene messa a dura prova dall'alta inflazione mentre a causa del suo timbro vocale e della scarsa oratoria soccombe nei dibattiti televisivi con Whitllam. La stessa stampa conservatrice, che in teoria avrebbe dovuto sostenere McMahon, lo ridicolizza.
A questo punto a McMahon saltano i nervi, e nel dicembre del 1972 conduce una campagna elettorale talmente inefficace che verrà umiliato dalla stampa. Dopo la scontata vittoria elettorale dei laburisti di Whitlam, McMahon si dimette dalla guida del partito liberale ed entra a far parte del governo ombra guidato dal capo dell'opposizione Billy Snedden, ma dopo la nuova sconfitta elettorale del 1974 deve lasciare anche questa carica. Nel 1977 McMahon viene nominato cavaliere e conserva il suo scranno parlamentare sino alle dimissioni presentate nel 1982. Egli è stato uno dei più longevi parlamentari della storia australiana. Morì nel 1988 a Sydney di cancro.